# Rončel
Rončel je priimek več znanih Slovencev:
- Brane Rončel, televizijski in radijski voditelj